# Municipio de Morganton
El municipio de Morganton (en inglés: Morganton Township) es un municipio ubicado en el  condado de Burke en el estado estadounidense de Carolina del Norte. En el año 2010 tenía una población de 28.058 habitantes.

## Geografía
El municipio de Morganton se encuentra ubicado en las coordenadas 35°43′35.47″N 81°40′47.35″O / 35.7265194, -81.6798194.